# Juan Pintado
Juan de Dios Pintado Leines, noto semplicemente come Juan Pintado (Las Piedras, 28 luglio 1997), è un calciatore uruguaiano, centrocampista del Gimnasia (LP).

## Caratteristiche tecniche
È un esterno destro.

## Carriera
Cresciuto nel settore giovanile della Juventud, ha esordito in prima squadra il 29 novembre 2015 disputando l'incontro di Primera División Profesional vinto 3-2 contro il Racing Montevideo.
Il 13 gennaio 2020 è stato ceduto in prestito annuale al Goiás.

## Statistiche
Statistiche aggiornate al 12 febbraio 2020.

### Presenze e reti nei club
| Stagione        | Squadra         | Campionato      | Campionato | Campionato | Coppe nazionali | Coppe nazionali | Coppe nazionali | Coppe continentali | Coppe continentali | Coppe continentali | Altre coppe | Altre coppe | Altre coppe | Totale | Totale | Totale |
| Stagione        | Squadra         | Comp            | Pres       | Reti       | Comp            | Pres            | Reti            | Comp               | Pres               | Reti               | Comp        | Pres        | Reti        | Pres   | Reti   |        |
| --------------- | --------------- | --------------- | ---------- | ---------- | --------------- | --------------- | --------------- | ------------------ | ------------------ | ------------------ | ----------- | ----------- | ----------- | ------ | ------ | ------ |
| 2015-2016       | Juventud        | PD              | 4          | 0          |                 | -               | -               | CS                 | 0                  | 0                  |             | -           | -           | 4      | 0      |        |
| 2016            | Juventud        | PD              | 13         | 0          |                 | -               | -               |                    | -                  | -                  |             | -           | -           | 13     | 0      |        |
| 2017            | Juventud        | PD              | 18         | 0          |                 | -               | -               |                    | -                  | -                  |             | -           | -           | 18     | 0      |        |
| 2018            | Juventud        | SD              | 26         | 0          |                 | -               | -               |                    | -                  | -                  |             | -           | -           | 26     | 0      |        |
| 2019            | Juventud        | PD              | 35         | 1          |                 | -               | -               |                    | -                  | -                  |             | -           | -           | 35     | 1      |        |
| Totale Juventud | Totale Juventud | Totale Juventud | 96         | 1          |                 | -               | -               |                    | 0                  | 0                  |             | -           | -           | 96     | 1      |        |
| 2020            | Goiás           | PD/GO+A         | 1+0        | 0          | CB              | 1               | 0               | CS                 | 1                  | 0                  |             | -           | -           | 3      | 0      |        |
| Totale carriera | Totale carriera | Totale carriera | 97         | 1          |                 | 1               | 0               |                    | 1                  | 0                  |             | -           | -           | 99     | 1      |        |